# Dagmar Olsson
Anna Dagmar Olsson, född 27 september 1908 i Johannes församling i Stockholm, död 20 december 1980 i Oscars församling i Stockholm, var en svensk skådespelare, sångare och dansare. 
 
Olsson medverkade i ett flertal av Karl Gerhards revyer. Vid sidan av teatern och revyscenen medverkade hon i ett 30-tal film- och TV-produktioner. 
Dagmar Olsson är gravsatt i minneslunden på Råcksta begravningsplats.

## Filmografi i urval
- 1968 – Bamse
- 1968 – Bombi Bitt och jag (TV-serie)
- 1966 – En småstad vid seklets början (TV-serie)
- 1965 – Salta gubbar och sextanter
- 1964 – Åsa-Nisse i popform
- 1963 – Åsa-Nisse och tjocka släkten
- 1962 – Vaxdockan
- 1961 – Ljuvlig är sommarnatten
- 1957 – Johan på Snippen tar hem spelet
- 1956 – Johan på Snippen
- 1954 – Skrattbomben
- 1954 – Åsa-Nisse på hal is
- 1954 – Dans på rosor
- 1953 – Dumbom
- 1953 – Resan till dej
- 1953 – Åsa-Nisse på semester
- 1953 – I dur och skur
- 1951 – Skeppare i blåsväder
- 1950 – Kanske en gentleman
- 1949 – Kvinnan som försvann
- 1948 – Janne Vängmans bravader
- 1946 – Kris
- 1944 – Nyordning på Sjögårda
- 1942 – Det är min musik
- 1942 – Lyckan kommer
- 1942 – Vi hemslavinnor
- 1941 – Fröken Vildkatt
- 1932 – Sten Stensson Stéen från Eslöv på nya äventyr
- 1931 – Falska miljonären
- 1930 – För hennes skull

## Teater

### Roller (ej komplett)
| År   | Roll             | Produktion                                                                                  | Regi                      | Teater                        |
| ---- | ---------------- | ------------------------------------------------------------------------------------------- | ------------------------- | ----------------------------- |
| 1925 | En abbé          | Orloff Ernst Marischka och Bruno Granichstaedten                                            | Nils Johannisson          | Oscarsteatern                 |
| 1926 | Cykelbudet       | Apollon ombord Evert Taube                                                                  | Oskar Textorius           | Vasateatern                   |
| 1928 | Fru Foin         | Inte på mun Maurice Yvain och André Barde                                                   | Oskar Textorius           | Vasateatern                   |
| 1929 | En boy           | Nattkavaljeren Robert Stolz, Alfred Maria Willner och Rudolf Österreicher                   | Oskar Textorius           | Vasateatern                   |
| 1929 | Ethel Brander    | Rose Marie Rudolf Friml, Herbert Stothart, Otto Harbach och Oscar Hammerstein               | Gustaf Bergman            | Vasateatern                   |
| 1930 |                  | Orloff Bruno Granichstaedten och Ernst Marischka                                            | Naima Wifstrand           | Vasateatern                   |
| 1941 | Medverkande      | Revytidningen Taggen, revy Staffan Tjerneld                                                 | Per-Axel Branner          | Nya Teatern                   |
| 1942 | Medverkande      | Revytidningen Nya Taggen, revy Staffan Tjerneld                                             | Per-Axel Branner          | Nya Teatern                   |
| 1943 | Medverkande      | Marsch till Söder, revy Dardanell, Dix Dennie, Åke Balltorp                                 | Karl Kinch                | Södra Teatern                 |
| 1944 | Medverkande      | Tredje taggen, revy Staffan Tjerneld                                                        | Per-Axel Branner          | Nya Teatern                   |
| 1946 | Medverkande      | Ett lysande elände, revy Karl Gerhard                                                       | Hasse Ekman               | Oscarsteatern                 |
| 1949 | Medverkande      | Söder ställer ut, revy Kar de Mumma, Nils Perne och Sven Paddock                            | Sven Paddock Egon Larsson | Södra Teatern                 |
| 1949 | Dolly Tate       | Annie get your gun Irving Berlin, Dorothy Fields och Herbert Fields                         | Sven Aage Larsen          | Oscarsteatern                 |
| 1949 | Hovdamen Matilda | Snövit och dvärgarna Astrid Lindgren                                                        | Karl Kinch                | Oscarsteatern                 |
| 1953 |                  | Skärgårdsflirt Gideon Wahlberg                                                              | Gösta Jonsson             | Vanadislundens friluftsteater |
| 1959 | Medverkande      | Två träd, revy Karl Gerhard                                                                 | Hasse Ekman               | Idéonteatern                  |
| 1961 | Medverkande      | Ursäkta handsken, revy Karl Gerhard                                                         | Tage Danielsson           | Idéonteatern                  |
| 1963 | Martina          | Änkeman Jarl Vilhelm Moberg                                                                 | Per-Axel Branner          | Skansens friluftsteater       |
| 1967 | Fröken Furnival  | Komedi i mörker Peter Shaffer                                                               | Per Siwe                  | Malmö stadsteater             |
| 1967 |                  | Den girige Molière                                                                          | Eva Sköld                 | Malmö stadsteater             |
| 1968 | Lady Bountiful   | Galanta intriger George Farquhar, Ernst van Altena, Jack Popplewell och Jurriaan Andriessen | Egon Larsson              | Malmö stadsteater             |